# Tscherniheim

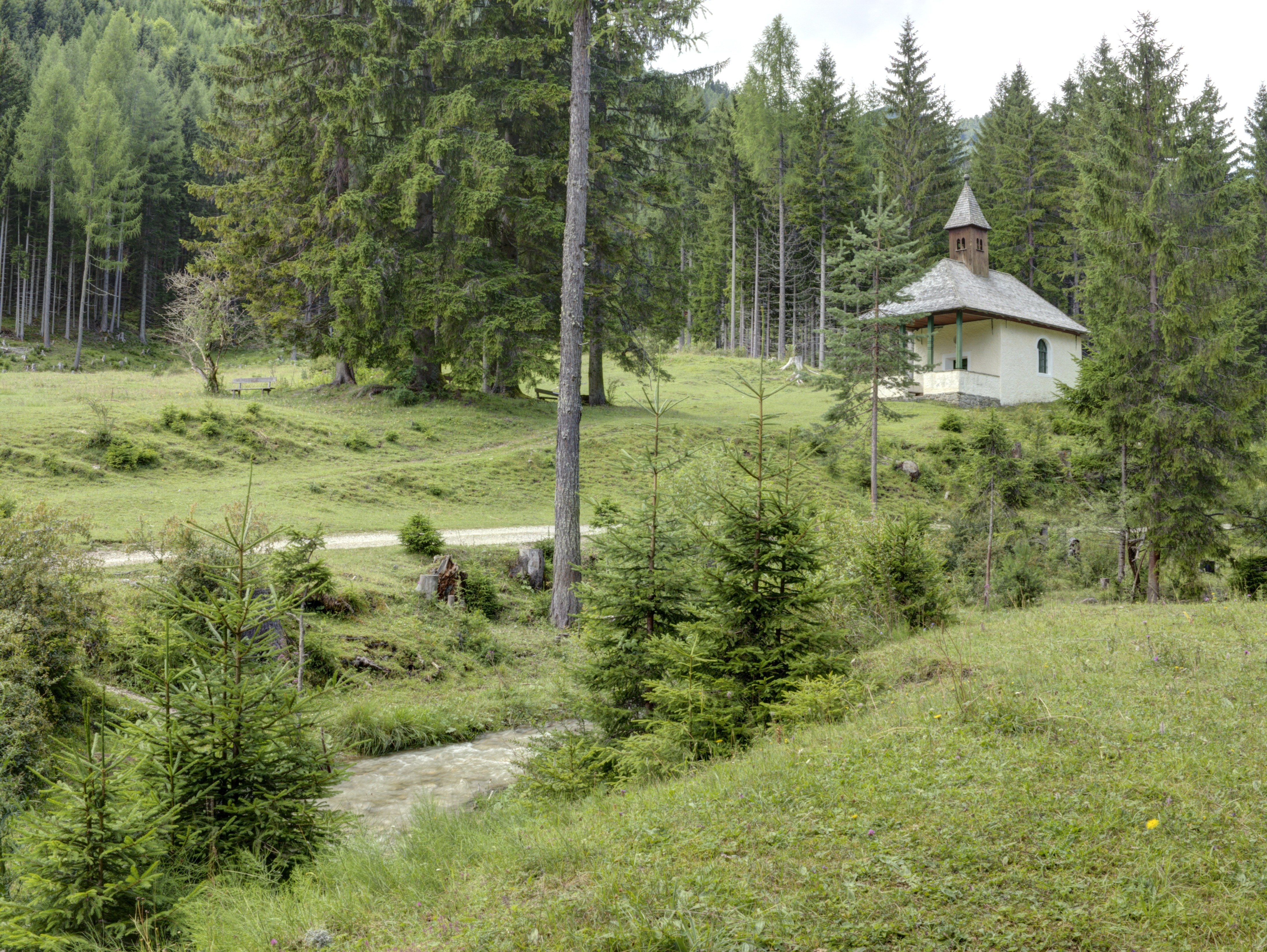
Von 40 Häusern ist nur eine Kapelle geblieben

Tscherniheim war ein von 1621 bis 1879 bestehendes Waldglashüttendorf in den Gailtaler Alpen in Oberkärnten. Von den ehemals rund vierzig Gebäuden der Kärntner Glashütte ist nur eine katholische Kapelle am Rande einer Almwiese erhalten. Die vom Weißensee aus zugängliche Wüstung in 1163 m Seehöhe liegt auf dem Gemeindegebiet von Weißensee.
Der Themen-Wanderweg "Dem Waldglas auf der Spur" führt vom Paterzipf am Weißensee oder von Weißenbach an der Farchtensee-Landesstraße L34 jeweils in ca. 2 Stunden Gehzeit nach Tscherniheim.

## Geographische Lage

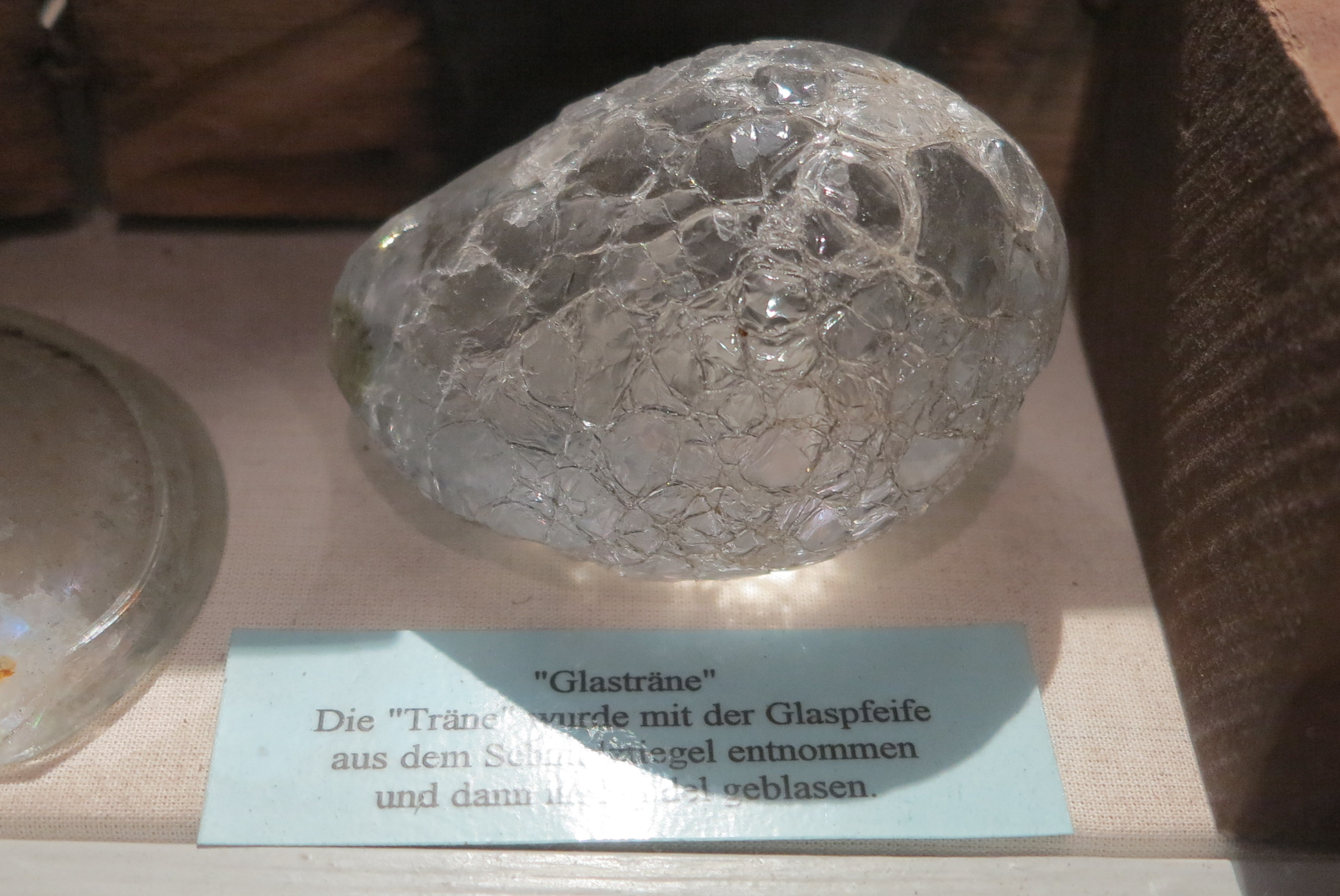
Glasträne aus Tscherniheim

Das Bodental ist ein ca. 8 km langes Hochtal zwischen Weißensee, Gitschtal und Gailtal. Nördlich des Tales liegt die Laka (1852 m), im Süden die Golz (2004 m) und die Spitzegelgruppe mit dem Spitzegel (2119 m). Im westlichen Teil des Grabens liegt die Wasserscheide zum Weißensee. Der östliche Teil heißt Tscherniheimer Graben bzw. bildet den obersten Teil des Stockenboier Grabens. Der westliche Teil des Hochtales beginnt am Paterzipf bei Naggl am Weißensee und wird vom Almbach durchflossen. Der östliche Teil beginnt in Weißenbach und wird vom Tscherniheimer Bach entwässert. Der höchste Punkt der Talsohle mit 1231 m liegt in der Nähe der Hermagorer Bodenalm (bewirtschaftet). Das verlassene Glasmacherdorf Tscherniheim liegt im östlichen Teil unweit der Fischeralm (bewirtschaftet) in 1065 m. Ein gesperrter Güterweg führt durch das Tal. Tscherniheim kann zu Fuß vom Paterzipf (Schiffstation / Parkplatz) in ca. 75 Minuten oder von Weißenbach (Parkplatz) in der Nähe des Ostufers des Weißensees aus in ca. 30 Minuten erreicht werden. Das Tal ist auch mit Mountainbikes befahrbar (Teil des KSB Kärntner-See-Biking). Entlang der Strecke gibt es sechs Infotafeln zum Themenweg „Dem Waldglas auf der Spur“.

## Waldglas-Produktionsstandort Tscherniheim

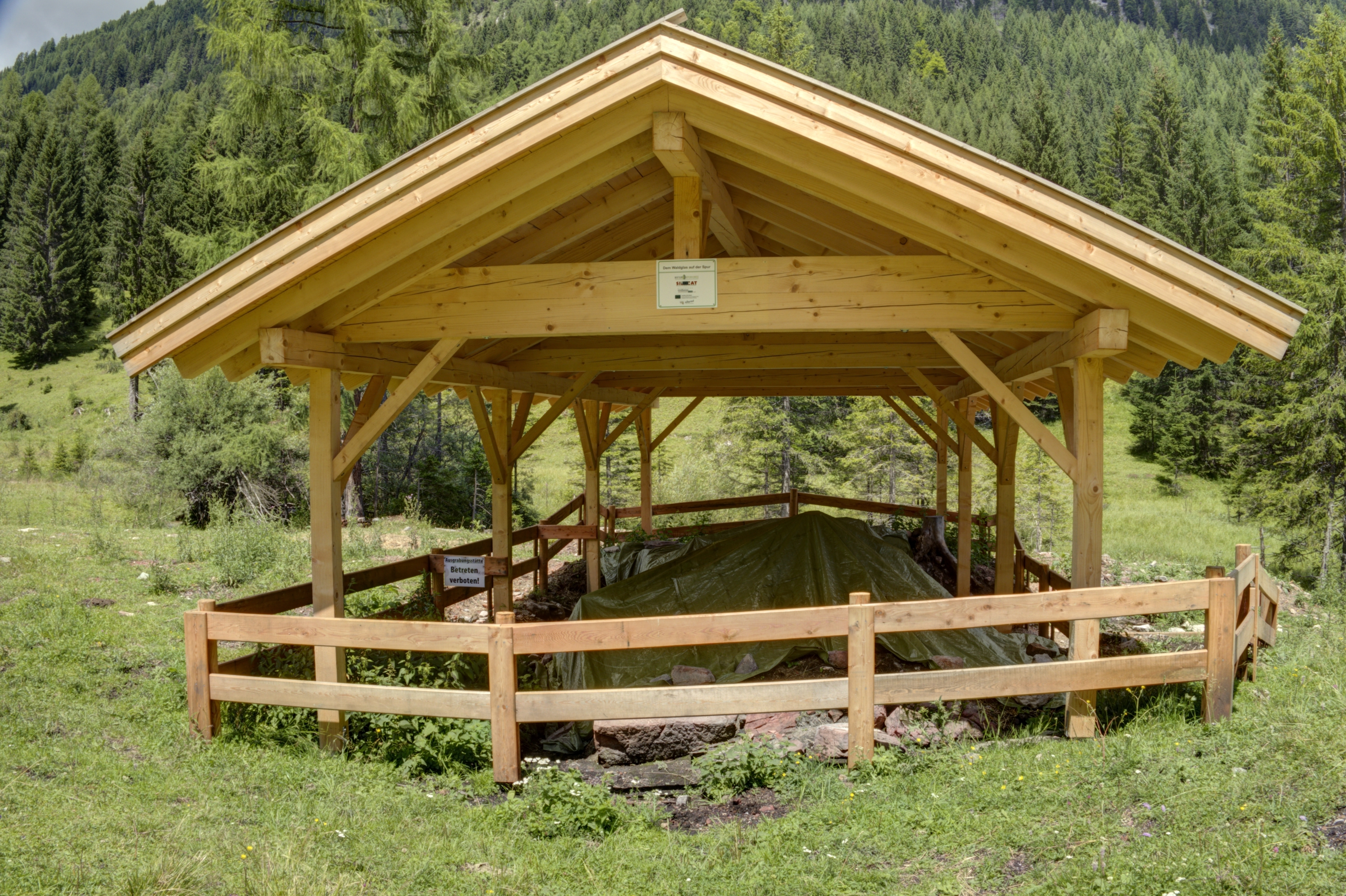
Ausgrabung eines Glasbläserofens

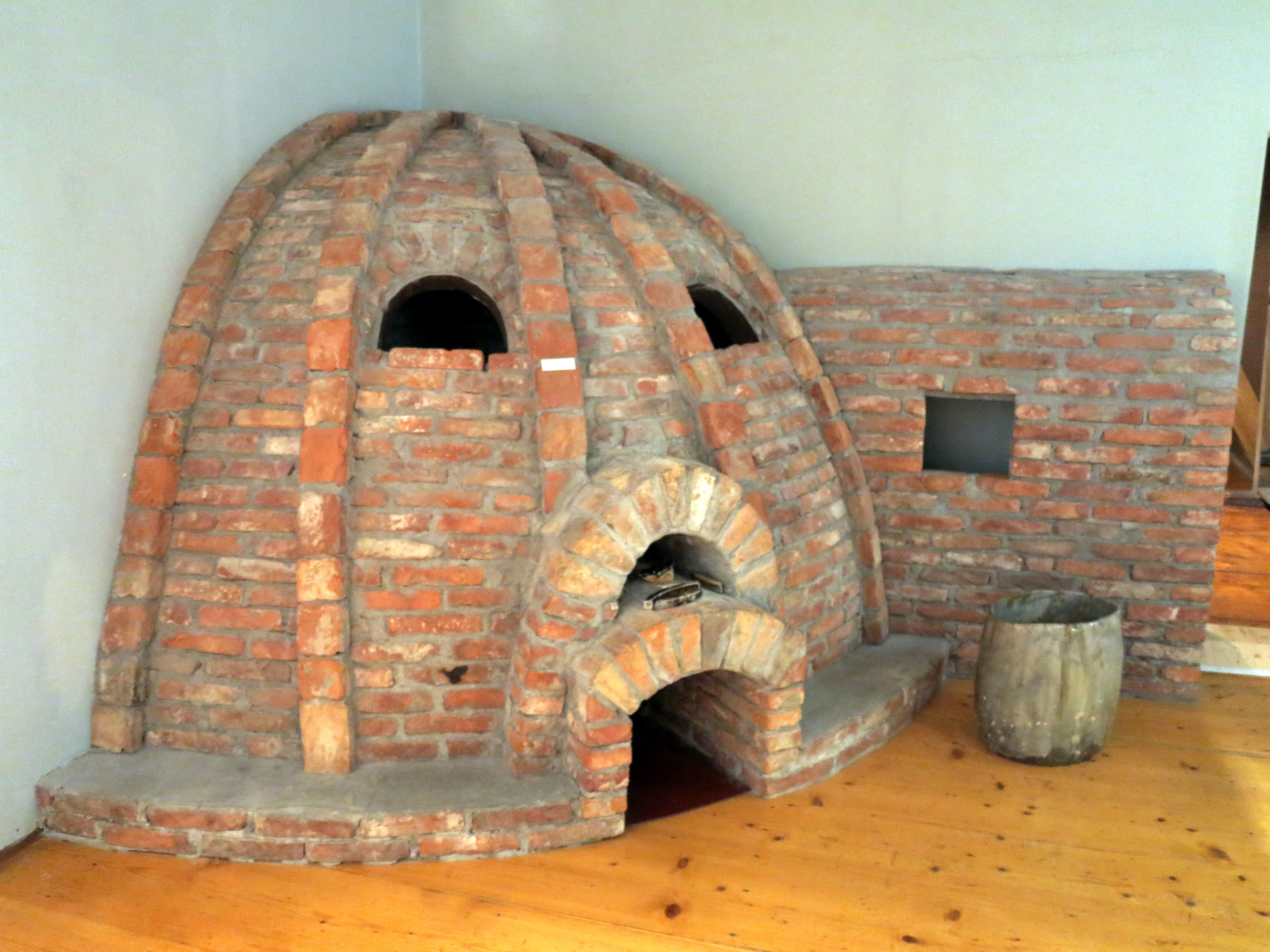
Nachbau eines Tscherniheimer-Glasofens im Spittaler Heimatmuseum

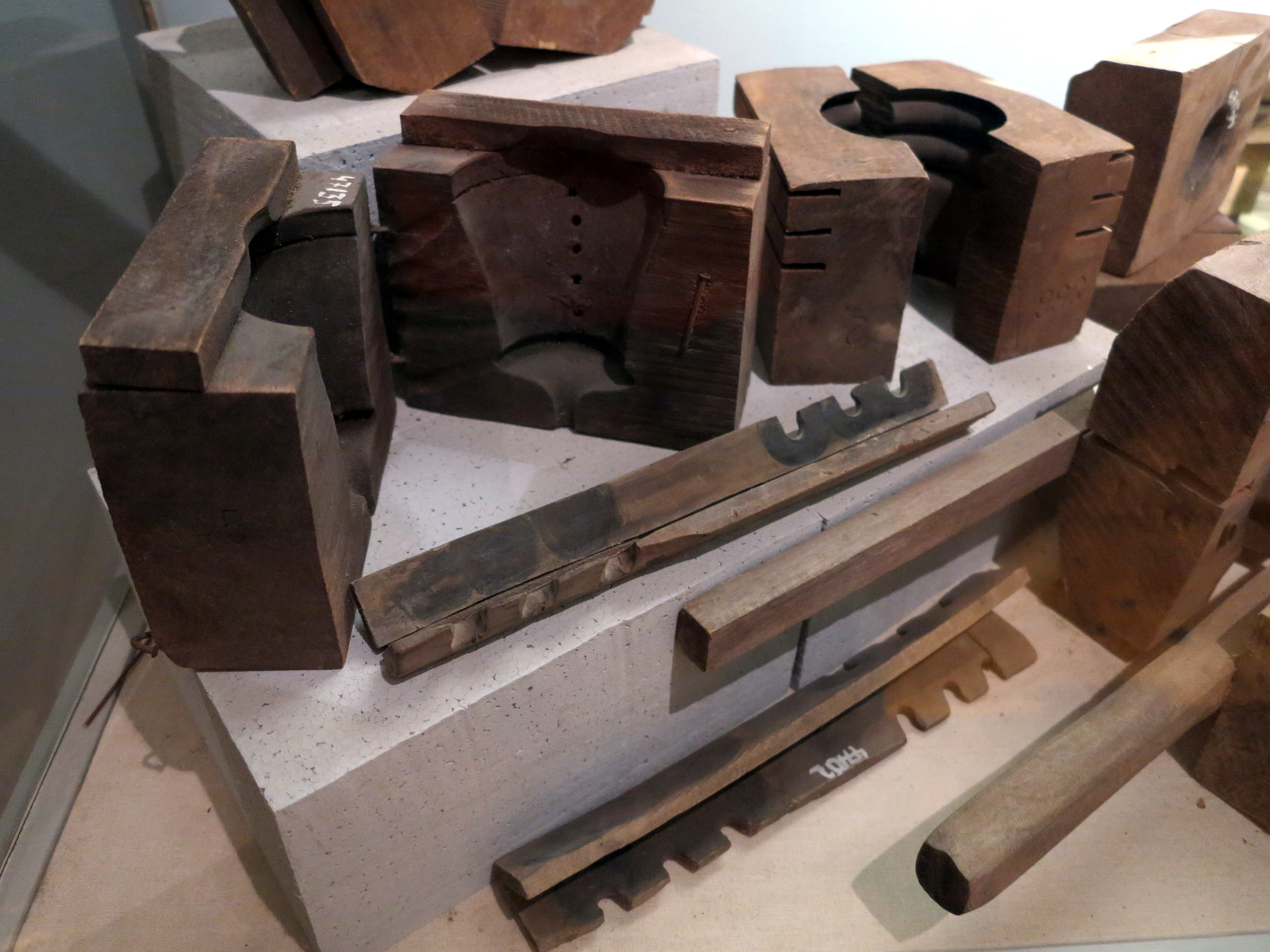
Holzformen für Pressglas im Spittaler Heimatmuseum

Glas ist der älteste künstlich erzeugte Werkstoff. Waldglas, ein durch Eisenoxide grünlich gefärbtes Pottascheglas, war eine Form der Glasproduktion vom Mittelalter bis zur frühen Neuzeit. Bis ins 18. Jahrhundert waren die Rohstoffe der Glaserzeugung meist nur Quarzsand, Soda, Pottasche und Kalk und bei Bedarf Metalloxide zum Färben. Tscherniheim, erbaut ab 1621, war industriegeschichtlich eine spät gegründete Waldglashütte. Das Kaiserreich Österreich-Ungarn, insbesondere Kärnten war agrarisch geprägt und schwach industrialisiert. Zwischen dem 16. und 20. Jahrhundert gab es in der Steiermark etwa 30, in Kärnten fünf Wanderglashütten. Tscherniheim gilt als Kärntens älteste Glashütte. Die Hütte St. Vinzenz auf der Koralpe wurde erst 1687 gegründet. Aus römischer Zeit ist in Kärnten bisher nur eine Glasproduktion am Hemmaberg bei Globasnitz bekannt.

### Wichtige Rohstoffe - Buchenholz | Wasser | Quarzsand
Der Standort im Bodental wurde wegen des Holzreichtums ausgewählt. Zur Herstellung von 1 kg Glas waren 2400 kg Holz notwendig, 97 % davon als Pott-Asche. Die Pottasche dient zur Glasverflüssigung. Ein Hektar Mischwald reicht für nur ca. 10 kg Glas. In Tscherniheim wurden jährlich 4800 bis 6000 Raummeter Holz gebraucht. Die alten Urwälder, insbesondere die Buchen wurden, wo immer es möglich war, rücksichtslos abgeholzt. Einige Waldglashütten zogen weiter, wenn der Holzbestand erschöpft war, wohingegen die Tscherniheimer Produktion aufgrund des großen Waldgebiets immer am gleichen Platz blieb. Die heutigen Fichten-Monokulturen im Bodental sind ein Erbe dieser Zeit. Durch die Waldglaserzeugung in Tschechien kam es zu sogar zu einer Verkarstung größerer Gebiete mit den entsprechenden Umweltfolgen wie Hochwasser. Um den Wald nicht bis zur Baumgrenze zu verwüsten, empfahlen die Bergwerksbehörden ab 1790 die Verwendung von Steinkohle, Gesetz wurde es aber erst 1870. Man muss aber davon ausgehen, dass das Tal keine stille Alm wie heute war – der Wald bis oben abgeholzt, die Luft voll Rauch und dem Lärm der Pocher.
Das Wasser des Tscherniheimer Bachs war für die Etablierung der Produktion ebenfalls sehr wichtig, da dort Pochwerke zur Materialzerkleinerung und Schmiedehämmer betrieben wurden. Ein künstlicher Teich bei der Pottaschesiederei wurde zum Waschen (Schlämmen) der Holzkohle verwendet. Wegen der ständigen Brandgefahr war ein Löschwasserteich unumgänglich. Ein weiterer Standortvorteil im Tscherniheimer Graben war der ständig wehende Nordwest-Wind, der den starken Rauch der Glasöfen, Kohlemeiler und Aschensiedereien verzog und eine höhere Betriebstemperatur der Öfen ermöglichte. Ein wichtiger Rohstoff für die Glaserzeugung war der eisenoxydarme Quarzsand. Die Fundstellen mit besonders feinem Sand im Bereich der Alpe Golz wurden mit dem Argument, man verwende Quarz aus Görz, geheim gehalten. Kalkstein steht im Gebiet ebenfalls reichlich zur Verfügung. Nur der Ton für den Hafner zum Bau der Öfen wurde von auswärts mitgebracht.

### Standortnachteil - Abgeschiedenheit
Seine Abgeschiedenheit brachte Tscherniheim aber auch einen Standortnachteil. Die alpine Lage mit den strengen und langem Winter ermöglichte keinen Ganzjahresbetrieb. Gearbeitet wurde nur zwischen Ostern und Martini, Dienstag bis Samstag. Wegen eines einzigen arbeitsfreien Tages hätte man die Öfen nicht ausgehen lassen.
Der kürzeste Weg zum Abtransport der Großhandels- und Export-Glaswaren ins Drautal wäre jener nach Greifenburg, was aber die Transportstrecke im Drautal deutlich verlängert und zu Mehrkosten durch Zölle der Herrschaft Ortenburg geführt hätte. Wahrscheinlich war der Weg zum Weißensee aufgrund der Steilheit, der Brücke über den See und fehlender Wegrechte keine Alternative. Bis zur nächsten Bahnstation in Paternion an der Südbahn, die seit 1873 durch das Drautal rollte, waren es rund 25 Kilometer. Zwei Transportwege boten sich an. Der etwas längere Weg über den Stockenboi-Graben oder der kürzere über die Kreuzen, der die Option bot, über die Windische Höhe in das Gailtal und damit schnell nach Italien zu kommen. Das Glas wurde mittels Pferdewagen meist auf sehr schlechten Wegen transportiert, die zudem immer wieder von den Bächen zerstört wurden. In Paternion gab es ein eigenes Depot für das Glas aus Tscherniheim. Die Fuhrleute waren meist Stockenboier Bauern. Einige Stockenboier erwirtschaften mit ihren Fuhrwerken in Kombination mit Gasthäusern einen beachtlichen Wohlstand wie der „Kavallar“ vlg. Zechner. Auch beim Weg über die Kreuzen gab es bei schwierigen Wegabschnitten z. B. bei Kreuzen Ebenen Gasthäuser wie den Staber, die neben Speis und Trank auch Pferde für die Anspannung bereitstellten. 1827 beklagt sich die Bezirksobrigkeit Greifenburg in einem Bericht an das Villacher Kreisamt über die schlechten Wege nach Tscherniheim, „infolge dessen die Erzeugnisse öfters zerschlagen werden. Der Gewinn der Glashütte sei überhaupt sehr klein.“ Die wuchtigen doppelspännigen Pferdewägen zum Glastransport hießen Breitschiener-Gestell-Wägen und hatten kastenförmigen Aufbauten für Glasscheiben oder aus Haselstrauchruten geflochtenen „Krippen“ für Hohlgläser. Verpackerinnen drehten Strohbänder zum Einwickeln der Gläser. Die Fuhrmannskasse war direkt an den Wagen geschmiedet, damit bei Raubüberfällen das Geld nicht mitgenommen werden konnte. Angeblich waren die Räuber aber ohnehin eher auf Wein und Grappa aus, die auf der Rückfahrt aus Italien geladen sein konnten. Von den vielen Marterln und Gedenktafeln, die an Unglücke entlang der Strecke erinnerten, ist nichts geblieben.
Der Kleinhandel im Lokalbereich erfolgte durch Glasträger, die die Ware in Tscherniheim holten und auf einer Buckelkraxen (Rückentrage) transportierten und von Haus zu Haus feilboten. Kleine Glasscheiben schnitten sie an Ort und Stelle zurecht. Charakteristisch war die Verwendung eines Knüppelstocks als Waffe und Stütze.

## Besitzer und Verweser

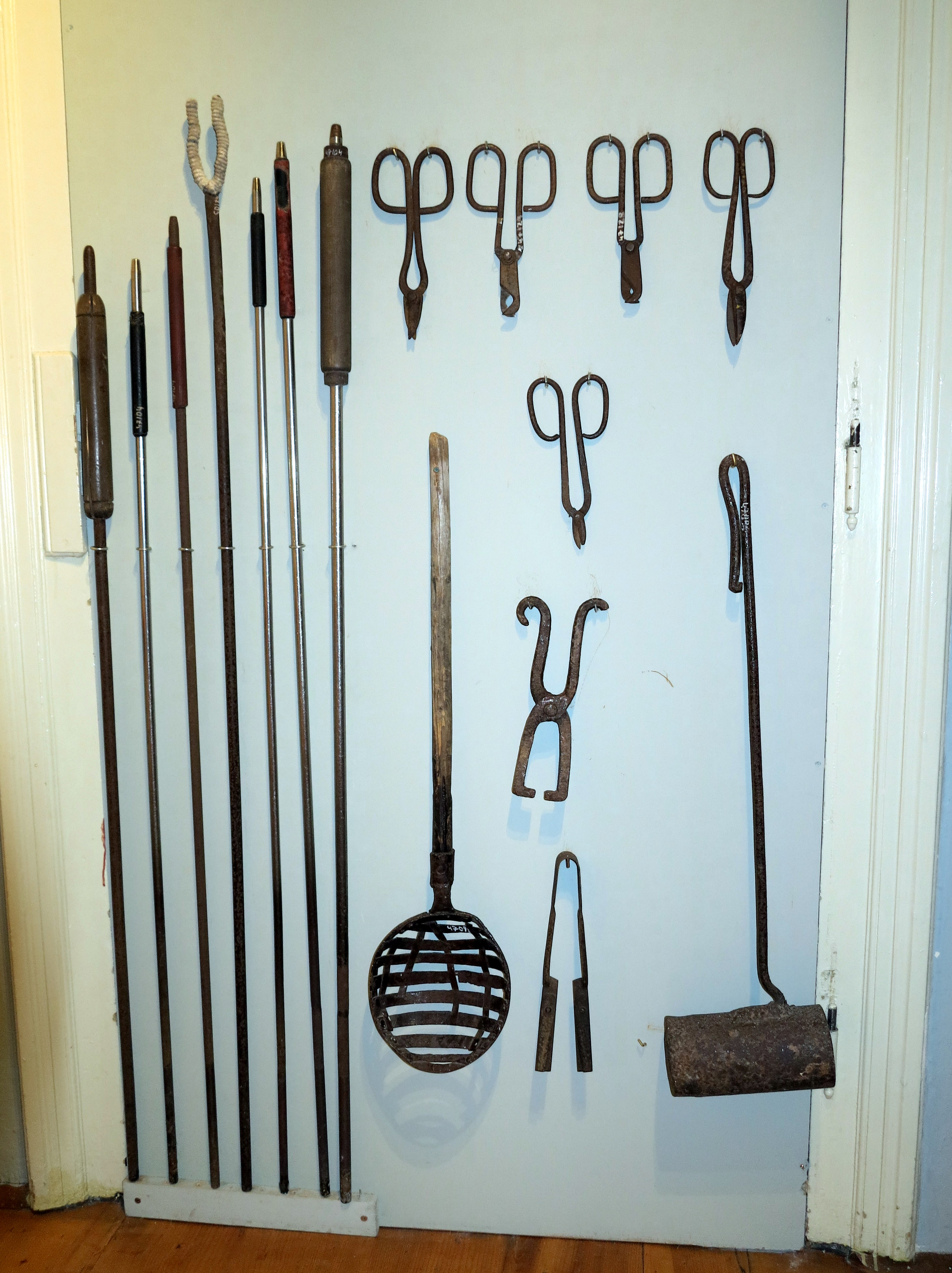
Glasbläserwerkzeuge aus Tscherniheim

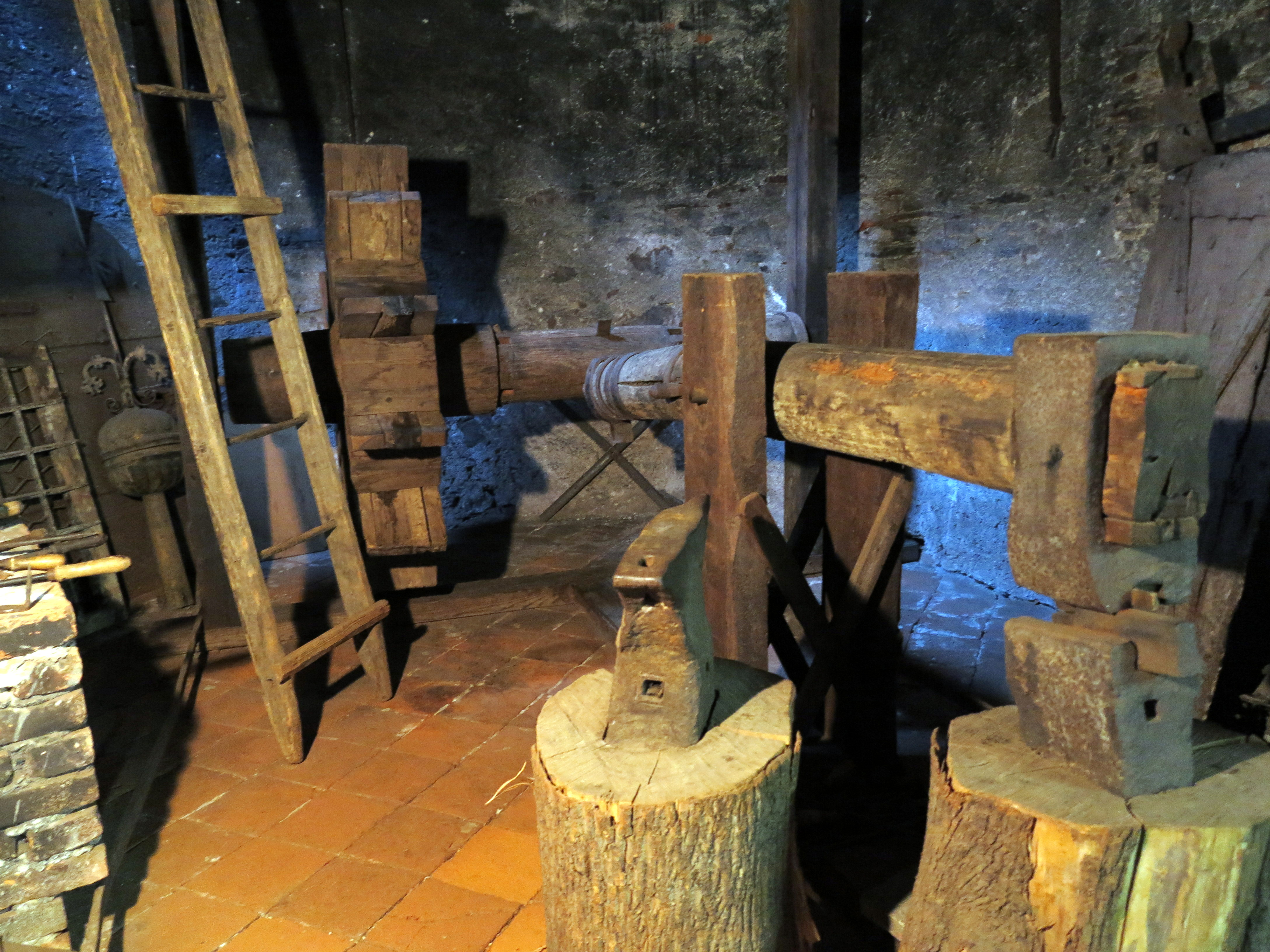
Schmiedehammer mit Wasserantrieb, heute im Spittaler Heimatmuseum

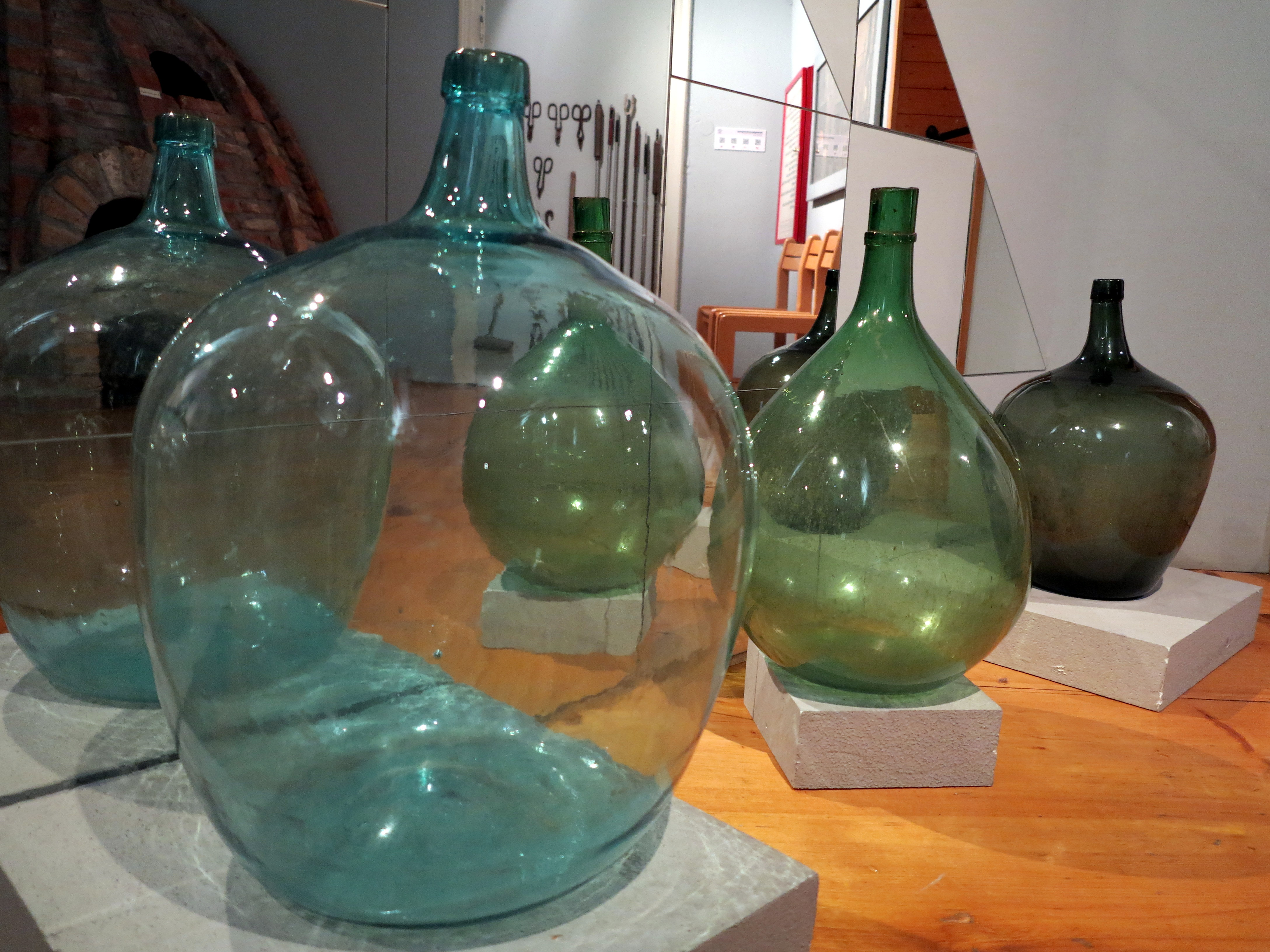
Ballonflaschen aus Tscherniheim

1598 wurde die Golzer Alpe im Besitz der Herren von Lind aus dem Drautal von den Grafen von Ortenburg gekauft. 1626 ging die Herrschaft Greifenburg, zu der Tscherniheim gehörte, an Hans Christoph Prem von Nackendorf. Die Glashütte war zu dieser Zeit schon voll im Betrieb und ein Glashandel bis Ungarn und in die Levante organisiert, denn Prem hatte die Produktion von 1621 bis 1624 gegründet und erbaut. Er war Landesvizedomamtsverwalter von Kärnten und Münzinspektor bei der kaiserlichen Münze in St. Veit, wodurch er gute Kontakte zu Kaiser Ferdinand II. hatte, von dem er die Konzession zur Errichtung einer Glashütte am Fuße der Alpe Golz erhielt. Unter Prem entstanden zwei Pochwerke, ein großer Glasofen und eine Schleiferei. Durch den Dreißigjährigen Krieg hatte der Kaiser einen enormen Geldbedarf und Prem beanstandete als Münzmeister den sinkenden Goldgehalt der Münzen der Kärntner Landstände, die auf diese Weise ihren Anteil an den Kriegskosten reduzieren wollten. Mit der Warnung vor der Geldentwertung (Kipper- und Wipperzeit) machte er sich insbesondere den Goldgewerken Putz aus Döllach im Mölltal zum Feind. Ein Reim über diese Kriegs-Inflation ist überliefert: Der Schrott, der Schritt, der Prem, der Putz. Sein Gott und aller Welt nichts nutz. Sie hab'n das lange Geld aufpracht. Letztlich schaffte es Putz, dass der Münzinspektor und Glasgewerken Prem zu einem langjährigen Gefängnisaufenthalt und zu einer hohen Geldstrafe von 97.638 Gulden verurteilt wurde.
Während Hans Christoph Prem im Gefängnis war, führte sein Verweser Hans Oberrauter für 100 Gulden jährlich die Geschäfte. Aus seinem Dienstvertrag von 1635, bezeichnet als Bescheidenheit, geht hervor, dass er nicht nur die üblichen Managementaufgaben wie eine kostengünstige Produktion wahrzunehmen hatte, sondern im Zuge der Gegenreformation für den „rechten“ Glauben, in diesem Fall den römisch-katholischen zu sorgen hatten. Wahrscheinlich sah man eine besondere Gefahr durch die Wanderarbeiter aus dem durchwegs protestantischen Erzgebirge. Alle Gebetszeiten, und Feiertage waren von allen unterstellten Leuten wie den Glasmachermeister, den Gesellen, den Schürern, den Einheizern, den Einbindern, den Holzknechten oder die Aschenbrennern einzuhalten. Der Verweser war angehalten, aus der Hauspostille vorzulesen. Zu den weltlichen Aufgaben des Verwesers gehörte es auch aufzupassen, dass kein Arbeiter Glaswaren im Wald versteckte, um sie heimlich an Glasträger zu verkaufen. Prem starb 1635 und das Glaswerk Tscherniheim ging in Konkurs. Ein Jahr davor hatte er noch weitere Rechte für Tscherniheim eingekauft. Graf Georg von Salamanca-Ortenburg bewilligte seinem Hauptmann und Vicedom Johann Weber und dem Spittaler Landrichter Emmerich Reßl für 20 Jahre das für die Glasproduktion erforderliche Brennholz für jährlich 40 Gulden aus dem umliegenden Wald zu beziehen. 1634 verkauft Reßl „seine Alm mit der in Tscherniheim mit kaiserlichen Freiheiten begabten neuerbauten Glashütte und dazugehörigen Behausung, Vorrat und Werkzeug dem edelgestrengen Hansen Christoph Prem von Haus und Raggendorf auf Greifenburg.“
Die Ortenburger gaben das Kaiserliche Lehen, die Herrschaft Greifenburg, an die Herren von Lind zurück. 1643 verkaufte Hans Jakob von und zu Lind die Alpe samt der Prem’schen Glashütte dem Verweser der Widmannschen Güter (Herrschaft Paternion) in Kreuzen, Peter Hattenberger. Dieser brachte in der Spätphase des Dreißigjährigen Krieges den Betrieb jedoch nicht hoch und die Glasbläser verarmten immer mehr. Peter Hattenbergers Witwe übertrug 1664 das Glashüttendorf der Gemeinde Hermagor, die es bis zur Einstellung 1879 besaß. 1690 kam es zu einem Streit zwischen dem reichen Hermagorer Marktrichter Kaspar Pregl und der Marktgemeinde Hermagor um den Besitz von Alpe und Glashütte. Pregl, ein reicher Kaufmann und Geldgeber behauptete, Tscherniheim für sich und nicht für die Gemeinde gekauft zu haben. Unter Vermittlung des Abts von Stift Arnoldstein erhielt Hermagor 1690 schließlich die Alpe Golz und 1701 die Glashütte zugesprochen. Der Betrieb erwies sich für den Markt jedoch als sehr kostspielig. Nach einem Brand 1726 verarmte er und verlor einige Prozesse. Schließlich wurde die Glashütte 1726 an den Glasmeister Adam Kagaß verpachtet. Wieder wurde die Gemeinde übervorteilt, bis das Oberbergmeisteramt 1752 eingriff. Etwa ab 1764 erfolgte eine „Neugründung“ der Glashütte durch den Gewerken Matthias Fitzmayer, der 1759 ein neues Verweserhaus bauen ließ. Jakob Kavallar aus Stockenboi und der vulgo Mahr in Boden organisierten zu dieser Zeit die Transporte und gelangten damit zu Wohlstand. Ein Lohnbestandteil von Filzmayer 1774 war der zollfrei Import von 70 Zentner Meersalz (Sodaersatz) zur Pottaschenverbesserung.
Der letzte Glasermeister Johann Breiner verlegte die Verwaltung und den Wirtshausbetrieb zum vulgo Dullnig (Boden 62), also 3,5 km aus dem Tscherniheimer Graben heraus nach Weißenbach, um Glashüttenleitung, Wirtshausbetrieb, Lebensmittelverkauf und Kohlenfuhrdienst zu zentralisieren. Außerdem war Leben im Winter im tiefer gelegenen Boden schon etwas leichter.

## Produktion | Nebengewerbe

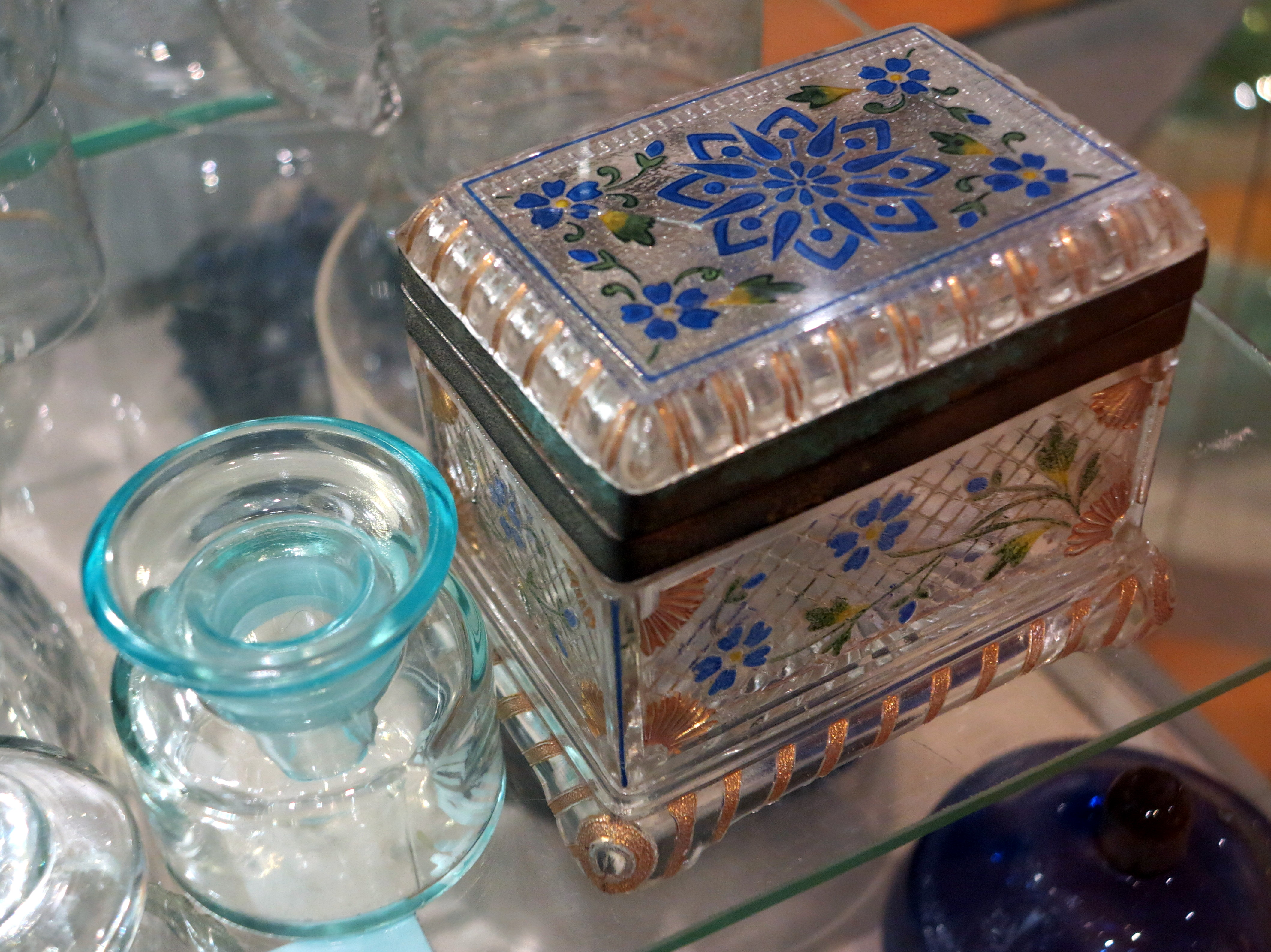
Glaswaren aus Tscherniheim im Spittaler Heimatmuseum

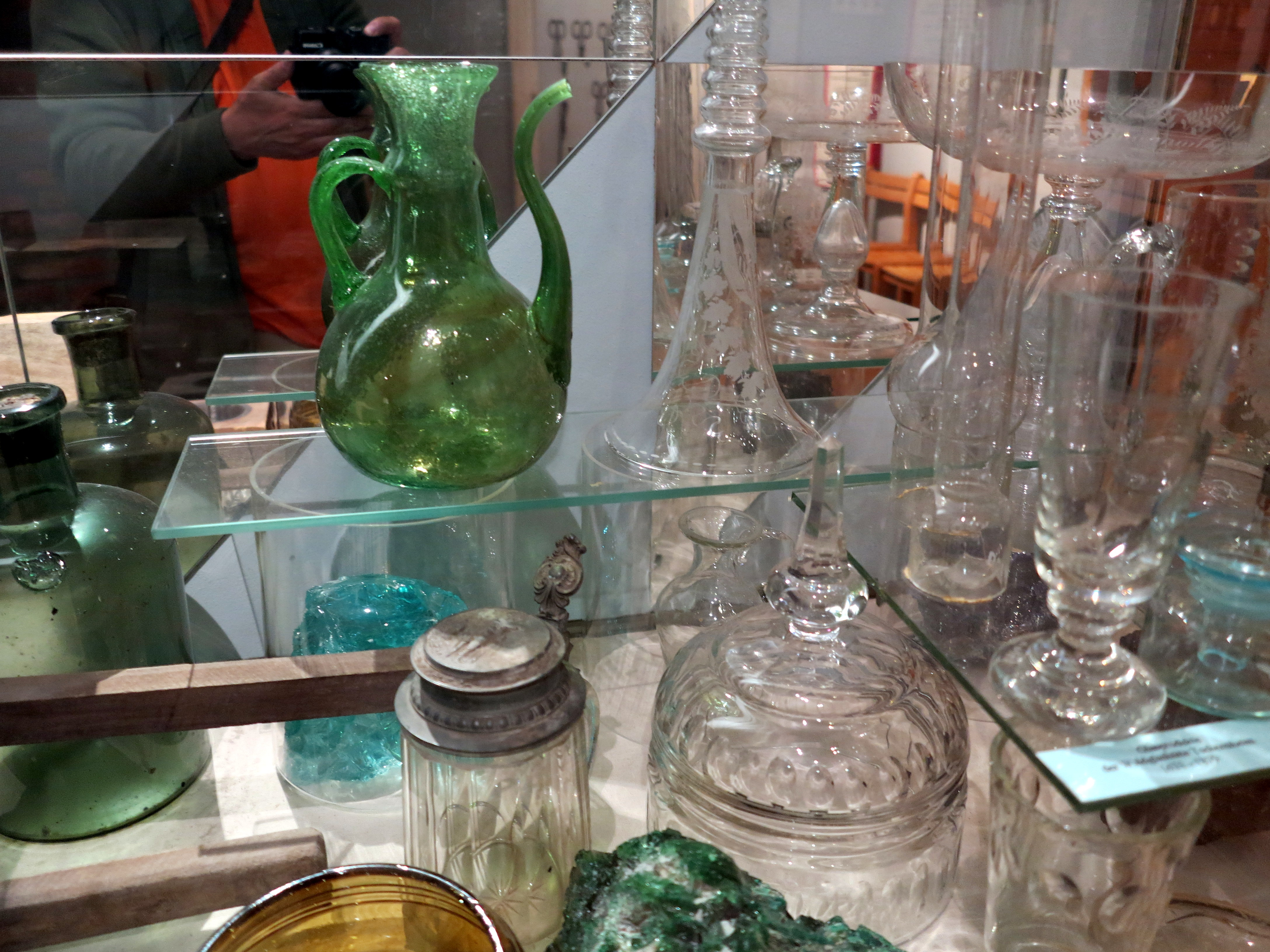
Hohlglas aus Tscherniheim im Spittaler Heimatmuseum

Ein Glashüttendorf unter der Leitung eines Verwesers war ein hochgradig arbeitsteiliges Unternehmenscluster mit mehreren zur Glasproduktion notwendigen Gewerben. Die Mitarbeiter waren keine angestellten Arbeiter, sondern eigenständige Kleinunternehmer. Durch die große, nicht standardisierte Vielfalt der Glasprodukte wurde nur auf Bestellung und kaum auf Vorrat produziert. Die Entlohnung erfolgte unterschiedlich. Die Glasbläser erhielten vom Verweser einen Teil des Lohns bei der Ablieferung der Ware. Nebengewerbe wie Aschenbrenner oder Steinbrecher wurden monatlich entlohnt. Lebensmittel wurde mit Preisaufschlag weitergegeben. Wenn im Winter die Öfen kalt waren und überholt wurden, hatten die Glasmacher keinen Verdienst. Diese arbeiten hingegen im Sommer oft im Akkord bei 12- bis 16-Stunden-Schichten. Brannte ein Hafen unterjährig durch, was ca. alle zwei Jahre der Fall war, gab es für die Glasbläser sechs Wochen unbezahlten Urlaub. Es war die Aufgabe des Meisters, zu den Händlern zu fahren, um Aufträge zu akquirieren. Ursprünglich hatte jede Hütte ihr Absatzgebiet. Durch die zunehmende Konkurrenz bildeten sich mit der Zeit gemeinsame Umschlagplätze.
In der zweiten Boomphase unter Matthias Fitzmayer arbeiteten 1773 in Tscherniheim ein Glasbläsermeister, neun Gesellen, 36 Holzknechte, Pottascher (Aschenbrenner), Steinbrecher, Pocher und Hammerschmiede. Mehr als zirka 60 Erwachsene und zirka 45 Kinder wohnten in Tscherniheim. Zur besten Zeit könnten knapp 90 Personen im Dorf aktiv gearbeitet haben. 1869 zählte man noch 22 bewohnte Objekte mit 101 Einwohnern, eine Kirche, eine Schule, ein Wirtshaus.
Zum einen bedingt durch den Wasserlauf, zum anderen wegen des Brandschutzes, streuten die Gebäude des Dorfes über einen weiteren Bereich. Einer der Pocher stand relativ weit unten bei der Wirtsalmhütte in der sogenannten Pucherreid’n. Der Hüttenplatz und der Weg trennten die Wohnstätten von den Öfen, den Pochern, Meilern und Aschern. Die Vorratshäuser und Verladehütten standen am unteren Dorfende, die Kapelle und das erste Verweser- oder Schafferhaus im oberen Teil. Matthias Fitzmayer hat 1759 das zweite Verweserhaus errichtet, dessen Grundmauern noch jenseits des Baches zu erkennen sind. Wie viele Backöfen es im Dorf gab, weiß man nicht, aber es wurde schwarzes Roggen-Haferbrot selbst gebacken. Es gab kleine Hausgärten. Rund um das Haus des Glasermeisters waren die Hütten der Gesellen. Die Gegend war unwirtlich. Damals gab es dort noch viele Braunbären und Wölfe.
Als erster Standort für eine Kapelle ist ein Platz oberhalb des Wirtsalmgatters überliefert. Bei der jetzigen Kapelle gab es keinen Friedhof. Die Toten wurden hinaus auf den 10 km entfernten „Stockenboier Bichl“ gebracht. Ähnlich weite Totentransporte sind auch aus Kroatien bekannt (Mirilo). Für Kinder gab es einen Friedhof im Hüttengelände. Die Kirche gehört zur Pfarre Stockenboi. Das mächtige, spätgotische Kruzifix befindet sich heute in der Stadtpfarrkirche Hermagor. In der Wallfahrtskirche Maria Thurn bei Hermagor hängen die Tscherniheimer Heiligenbilder „Die sieben Schmerzen Mariä“, „Der Zinsgroschen“ und „Die Ehebrecherin“, die ein Glasmaler geschaffen haben könnte. Dort hängt auch der große Luster der Glasbläser-Gemeinschaft Tscherniheim. Eine der Tscherniheimer Glocken ist in der Kapelle am Lärchenhof und eine in der Kapelle an der Steinbrücke.

### Betriebsleitung
Der Verweser war die ranghöchste Person der Produktion. Neben seinen oben genannten Pflichten hatte er die Männer von der Wilderei, vom Raufhandel und Diebstahl abzuhalten und die Lehrlinge vor Misshandlung zu bewahren. Der Verweser hatte das Recht, Wein (in Maßen) auszuschenken und Fischfang für den persönlichen Bedarf zu betreiben. Der Verwalter musste das Schreiben und Lesen beherrschen, um nicht vom Meister oder den Gesellen übervorteilt zu werden. Der nächst „Bessere“ in der Dorfhierarchie war der Lehrer. Neben der Vermittlung des Triviums (Schreiben, Lesen, Rechnen) war die Vorbereitung zur Firmung und Konfirmation zuständig. Gelernt wurde vor allem im Winter, denn im Sommer mussten die Kinder bei der Arbeit mithelfen.

### Im Gelände unterwegs - Holzknechte | Köhler | Aschenbrenner | Steinbrecher
Die Holzschlägerung durch die Holzknechte erfolgte im Spätherbst, der Transport über Riesen, Wasserrinnen und im Pferdezug. Im Winter wurden die Scheiter für die Kohlemeiler und die Pottasche gerichtet und die einfachen Wohnhäuser gebaut. Das waren einfache Holzblockbau-Keuschen auf einem Mauerkranz mit kleinen Fenstern und Schopf-Schindeldach mit einer Rauchkuchl, Stube und einem Ziegenstall. Die Köhler erzeugten die benötigte Holzkohle. Die Aschenbrenner schlemmten in einem Teich die Asche (Kohllösch) für die benötigte Pottasche. Die Steinbrecher brachen und transportierten den Quarz von den geheimen Fundstellen auf der Alpe Golz und brachten sie zu den Pochern.

### Stationär im Dorf | Rohstoffaufbereitung & Glaserzeugung
Im runden Glasschmelzofen (Radius ca. 180 cm) unter einem Pultdach auf einem Steinfundament stand der aus Ziegeln gemauerte, halbkugelförmige Ofen, der Kobel. Durch das Schürloch über dem tonnenförmigen Feuerungsraum kam Frischluft und Brennmaterial. Die Einheizer regelten die Temperatur. Der Schmelzer war verantwortlich für die richtige Zusammensetzung der Schmelze. Über die Arbeitslöcher in Brusthöhe führten die Glasmacher die Glasmacherpfeifen in den Ofen. Auf der Höhe des Feuerungsraumes befindet sich eine Plattform, auf der die Glasbläser stehend, mit abwärts gerichteten Pfeifen arbeiten konnten. Im Ofen steht der Schmelztiegel, der Hafen mit dem flüssigen Glas. Die Pfeifen zum Aufnehmen der Glastränen waren aus Kupfer, Messing oder Eisen. Weitere Werkzeuge waren der Eisenlöffel zum Abschöpfen des unreinen Schaumes, verschiedene Schrappeisen zum Festhalten des heißen Glases, Scheren, Kneifscheren, Greifklammern und Schaufeln. Glasmacher-Meister und Gesellen entnahmen mit der Glaspfeife die Glastränen auf, die dann oft in Holzmodeln geblasen (gepresst) wurden. Den Lehrlingen oblag die Bereitstellung der Model. Diese waren aus Apfel-, Birnen-, Birken- oder Erlenholz und mussten bei Gebrauch immer feucht sein, um nicht zu verbrennen. Einige Holzmodel für Pressglas z. B. für Wulst-Vasen sind erhalten geblieben und im Spittaler Volkskulturmuseum zu berücksichtigen. Der Meister übernahm die schwierigen Arbeitsschritte. Im seitlich angebauten Kühlöfen wurde das heiße Glas langsam abgekühlt, denn sonst würde es springen. Die Veredelung der Produkte erfolgte durch Bemalen, Ätzen, Schleifen oder Vergolden. Die hoch geachteten Glasmaler besuchten auch die Bauern der Dörfer und bemalten dort „schwarz“ Truhen und Kästen.
Jugendliche ab 13 Jahren wurden zur Lehre aufgenommen. Die ersten Arbeiten waren das Vorbereiten der Werkzeuge für den Meister oder das Auf- und Zuklappen der Model. Nach vier Jahren durften sie eigenständig Glas entnehmen und vorblasen. Im Zuge der Walz mussten Prüfungen über die unterschiedlichen Warengattungen bei unterschiedlichen Meistern abgelegt werden. Der Meistergrad wurde mit dem Meisterstück nach ca. sieben Ausbildungsjahren erreicht.
Ursprünglich erfolgte die Glasproduktion in zwei Arbeitsschritten. Das Rohglas wurde sortiert, zerschlagen und später noch einmal geschmolzen. Mit der Verwendung von Soda konnte der Vorgang in einem Arbeitsgang durchgeführt werden. Soda-Glas ist weißes Tafelglas, aus dem Fensterscheiben im Zylinderverfahren erzeugt wurde. Dazu brauchte man Raum. Hinter den Waldglasöfen wurden sogenannte „Schneidstuben“ angelegt. Bei diesem in Frankreich entwickelten Verfahren wurde das ausgewalzte, zähflüssige Glas auf einem Tisch im Ofen erhitzt und langsam abgekühlt.

### Stationär um Tscherniheim | Pocher | Schleifer | Schmiede
Die Arbeitsmaschinen der Pocher wurden durch ein Wasserrad mit einem zapfenversehenen Wellbaum angetrieben, der die Schießer (Pochstempel), senkrecht gestellte unten mit Eisen beschlagen schwere Holzbalken anhob und fallen ließ. Vier Pocher, jeweils mit mehreren Schießern, standen am Bach. Einer zerschlug den Ton für die Glashafen bzw. die ausgebrannten Glashäfen, der zweite Pocher diente der Pottasche-Erzeugung, der dritte pulverisierten den Quarzsand, und der vierte diente zum Stampfen von Tontopfglasur und Rohglas. Zwei Schießer waren für die Lebensmittelherstellung, das „Noien“ von Rollgerste, Haferflocken, Mohn und Dörrobst (Talgg'n) reserviert.
Beim alten Verweserhaus auf der anderen Bachseite arbeiten seit 1856 die Dosierer und Polierer, die das Fenster- und Spiegelglas schnitten und sortierten. Die Schleiferei war ca. 2 km unterhalb von Tscherniheim an der Brücke gegenüber der Jonas-Almhütte bei der Abzweigung zur Kavallaralm. Die letzte Verwaltung in Weißenbach war rund 3,5 km von Tscherniheim entfernt.
Ein wichtiges Nebengewerbe waren die Schmiede, die für das Glasbläserdorf Werkzeuge, Beschläge, Hufeisen, Radschienen, Hacken, Keile, Ketten und andere eiserne Gebrauchsgegenstände warteten und erzeugt. Ein schwerer, wassergetriebener Schmiedehammer, der Nageler-Schwanzhammer aus Tscherniheim ist erhalten geblieben und steht jetzt im Spitaller Museum für Volkskultur.

### Die Glasmacher - Eine nicht integrierte Subkultur
Die Glasdorfbewohner blieben meist weniger als zehn Jahre im Tscherniheim. Nur die Kinderreichen verweilten länger. Die Tscherniheimer waren in das ländliche Leben der Bergbauern nicht integriert. Von den Einheimischen wurden sie als „a eigene Rass“ bezeichnet, da sie ein Wandervolk waren, ihre Kinderscharen in den Obstgärten auftauchten, schwarz fischten und Unfug trieben.
Trotz „Lungenwurm“ (Lungenkrankheiten) galten die Glasmacher als lustige Leute, die in der Abgeschiedenheit eine eigene Kultur entwickelten. Bei der Nachtarbeit sang man vielstrophige Moritate. Glasmacherleben, hei, das heißt lustig sein! Wenn andere Leute schlafen, so müssen wir blasen, auf der Bühne steh‘n, das Glas umdreh‘n. Der Montag, der Montag, der muß gefeiert sein und was am Sonntag übrig bleibt, das muß besoffen sein.
Neben eigenen Liedern und Bräuchen gab es Glaser-Feste mit Schnaps und Harmonikamusik, etwa beim Errichten der Glashütte und beim Anzünden des Ofens oder beim Einsatz eines neuen Hafens. Dazu wurden feinwandige Glaskugeln erzeugt und an die Wände geworfen, wodurch es einen Knall wie bei Glühbirnen gab. Der Silvester wurde mit Glaskugelknallen, Lärm und Schießen von Böllern begangen.
Die Arbeitsumgebung bei den Glasöfen, den Kohlemeilern und der Pottascheerzeugung war staubig und heiß. Als Durstlöscher dienten bevorzugt alkoholische Getränke, was der Lebenserwartung nicht zuträglich war. Anschreiben im zum Dorf gehörenden Wirtshaus war üblich. Jeder Glasbläser hatte seinen Holzstab, in dem bei jeder Konsumation eine Kerbe eingeschnitten wurde. Am Entlohnungstag rechnete der Wirt mit Hilfe dieser Rheinischen Stäbe ab.
Die Glasbläser, bevorzugt mit breitkrempigen Hüten als Hitzeschutz, „hatten krächzende Stimmen, weil sie mit extrem heißen und kalten Getränken den Durst löschten. Sie fielen durch herabhängende Backentaschen und Blähhälse auf, ebenso durch muskuläre Brustkörbe.“ Glasblasen ist eine Arbeit, die die Lunge sehr belastet. Das Hausmittel der Wahl war Hundsschmalz (Hundefett) zur Bekämpfung der Schwindsucht, ein Sammelbegriff für verschiedene Erkrankungen wie unter anderem auch Tuberkulose, die man nicht genau diagnostizieren konnte. Daher soll man bei allen Häusern Hunde gehalten haben.

## Die Produkte

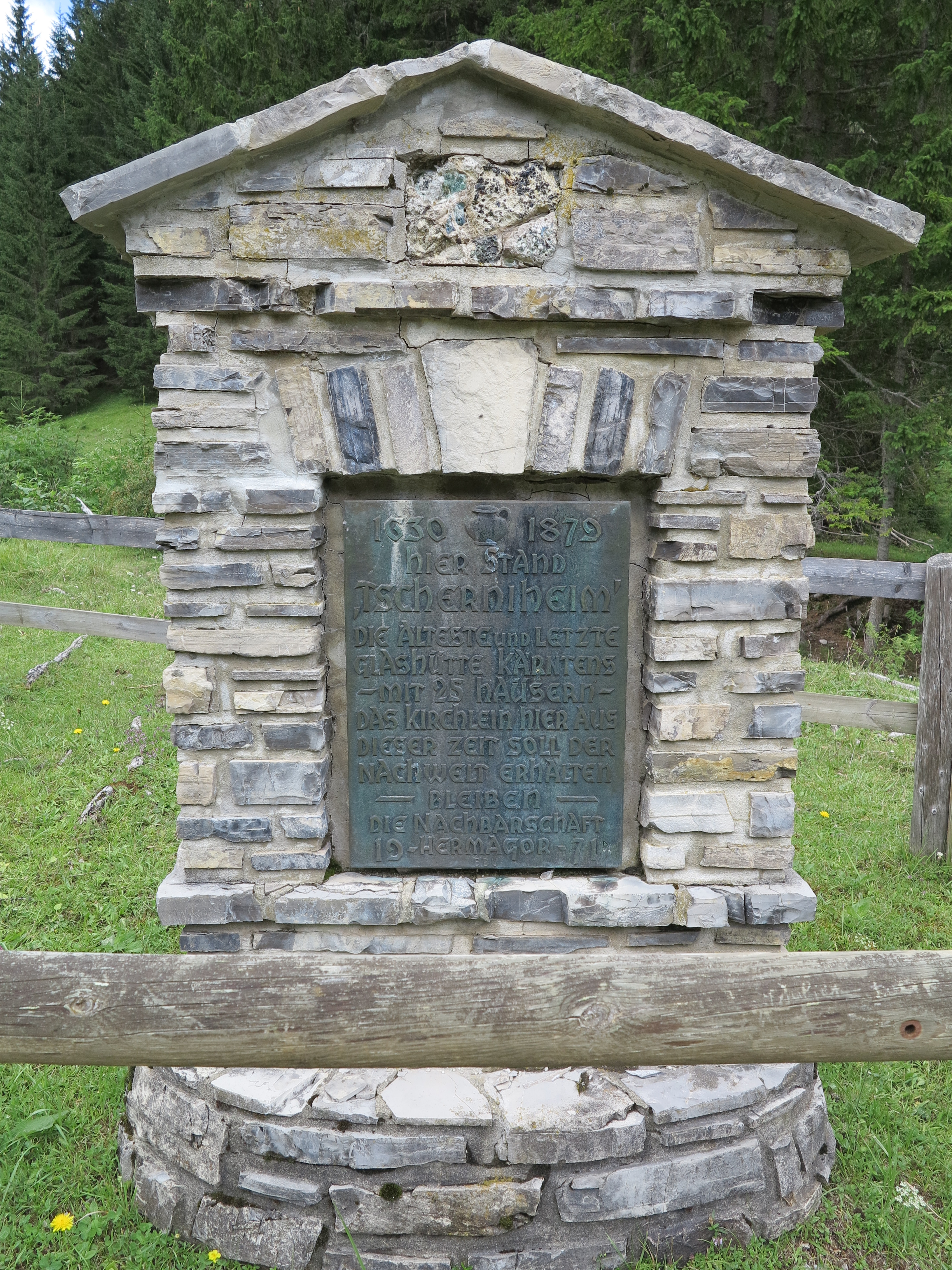
Gedenktafel für das verlassene Dorf

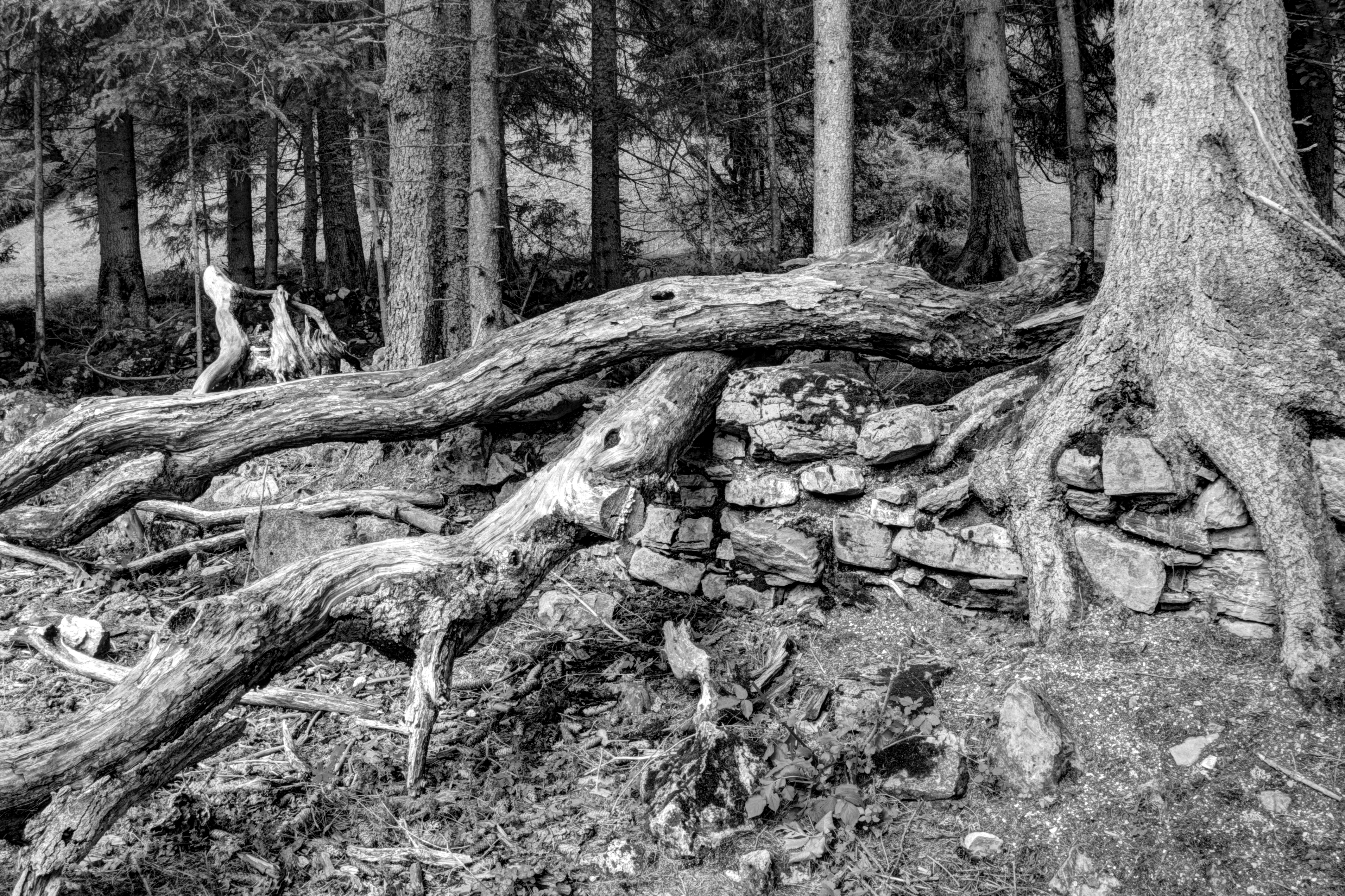
Grundmauern des Verweserhauses von 1756

Viele der Waldglashütten haben vor allem einfaches Hohlglas und Scheibenglas für den lokalen Bereich hergestellt. Im Lauf der Jahre wurde die Produktion um dekoriertes Glas und später um Pressglas erweitert. Die neuen Produktionsarten entstanden zuerst im böhmisch-mährischen Raum und wurden durch wandernde Glasermeister in der ganzen Monarchie verbreitet. Eine Namensdeutung von „Tscherniheim“ besagt, dass die Bezeichnung auf einen bekannten böhmischen Glasmacher namens „Tscherni“ (Cerny – der Schwarze) bzw. die schwarzen, dunklen Wälder der Gegend zurückgehe. Andererseits wird die Gegend bereits in der Zeit vor den Glasbläsern Zarniechhaimb genannt, was so viel wie Saure-Wiesen-Heim oder Sumpf-Wiesen-Heim (abgeleitet vom gotischen Sar = Sauerwiese) bedeutet.
Die anonyme Arbeit der Glasmacher, der Austausch von Know-how durch die wandernden Arbeitskräfte und das Kopieren beliebter Produkte machen es sehr schwer, Gläser einer bestimmten Produktionsstätte zuverlässig zuzuordnen. Hier ist man nahezu immer auf Angaben der Besitzer angewiesen.
Laut einem Reisetagebuch wurden in der Glashütte jährlich etwa 9.000 bis 12.000 Schock (à 60 Stück) gewöhnliches Hohlglas und 4000 Schock Tafelglas von 400 bis 600 Beschäftigten erzeugt. In Hinblick auf die bis zu 40 festgestellten Holzblockbauten sind diese Angaben zweifelhaft.
Die Glaswaren wurden in die ganze Monarchie, in die Levante und sogar bis Moskau verkauft. Das war nicht ungewöhnlich. Die etwas größere Hütte St. Vinzenz im Lavanttal war besonders für Spiegel berühmt und belieferte u. a. das Schloss Versailles, der Kreml, die Eremitage in St. Petersburg.
Ein wichtiger Produktionszweig war die Herstellung von Butzenscheiben für Glasfenster. Eine Tscherniheimer Spezialität war die Erzeugung von Fadenglas. Glasfäden wurden dabei auf Hohlgläser aufgedrückt. Die Produktpalette umfasste aber auch Vasen, Trinkbecher und Luster. Hochzeitsgeschenke wie Salzfässer, Zierdosen und Kelche, geschliffen und mit Monogramm und Jahreszahl entstanden in den Werkstätten von Tscherniheim. Sicher zuordenbar ist der Luster der Filialkirche Maria Thurn bei Hermagor, der früher in der Kapelle von Tscherniheim war. 1838 stellt der Tscherniheimer Pächter Johann Breitner bei der Gewerbeausstellung in Klagenfurt geschliffene blaue Gläser, Flaschen, Weinboutillen, Karaffen und Krüge aus. Weiteres zeigte er besonders gutes Fensterglas, das zwar Luftblasen hatte, aber sehr klar und elastisch war.
Die vermutlich größte Sammlung von Glasprodukte aus Tscherniheim ist im Museum für Volkskultur im Schloss Porcia in Spittal an der Drau zu sehen. Einige Stücke finden sich auch im Landesmuseum Kärnten.

## Der Niedergang

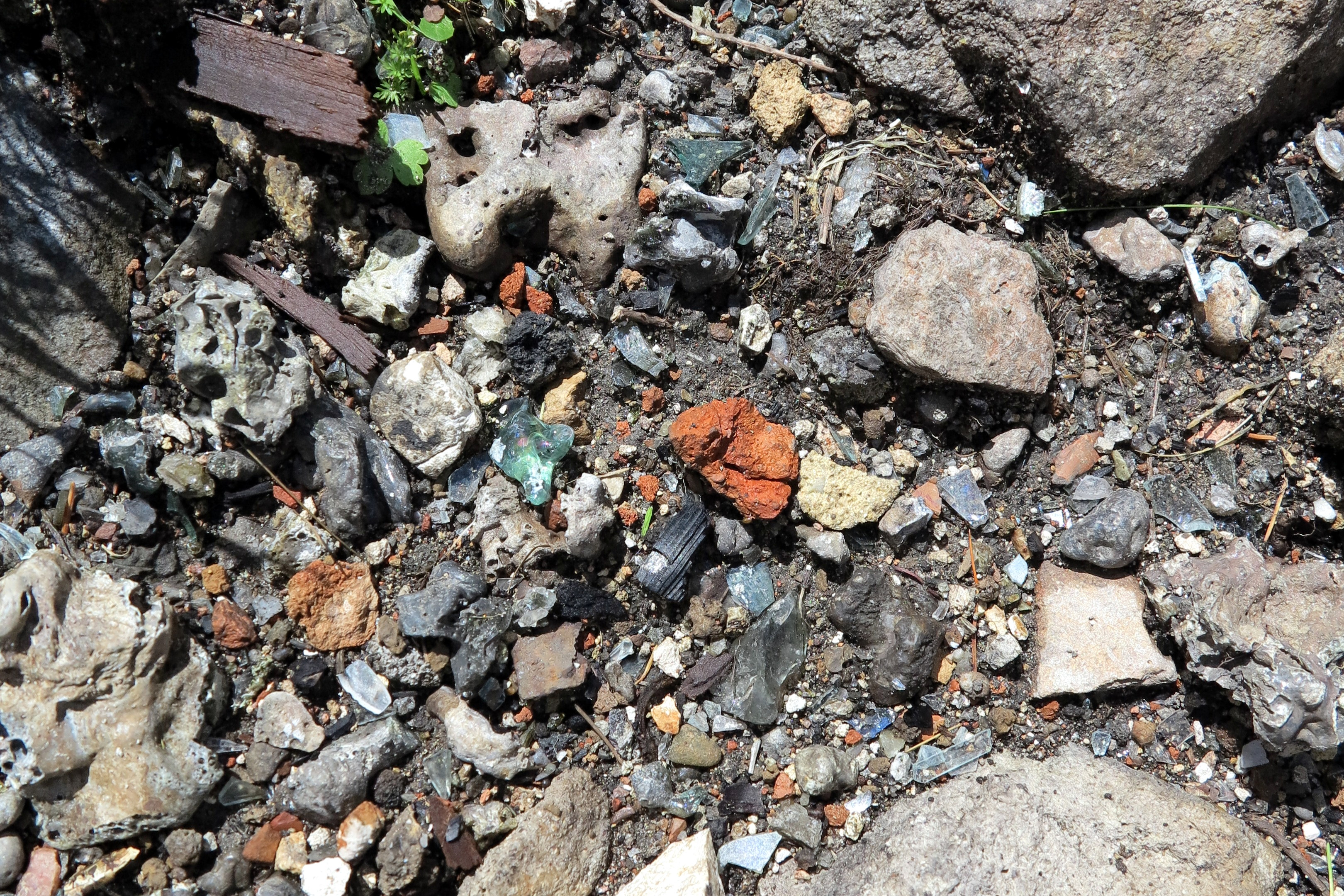
Schlacke und Glasreste finden sich noch immer im Waldboden

Mit dem Aufkommen der Eisenbahnen ab der Mitte des 19. Jahrhunderts waren Waldglasproduktionen nicht mehr konkurrenzfähig, da nun Steinkohle entlang der Bahnstrecken kostengünstig zur Verfügung stand und produzierte Produkte leicht und sicher abtransportiert werden konnte. Die Tscherniheimer Glasproduktion litt zudem an einem Einbruch wichtiger Absatzmärkte. Die Russisch-Türkischen Kriege führten immer wieder zu einem stockenden Absatz nach Russland, der Türkei und in die Levante. Seit 1870 waren zudem die Umweltauflagen strenger und die Verwendung von Steinkohle vorgeschrieben. 1879 wurde die Produktion stillgelegt. Es gab insgesamt noch 25 Häuser. 1910 stand nur mehr ein einziges unbewohntes Haus.
In einem überlieferten Fuhrmannslied wird das Ende beklagt: „I fahr schon lang auf fremde Straßn aufn weiten und breiten Feld, das Karossier’n, das muaß i lass’n, sunst is bei mir schoan weit gefehlt. … Hiats pfiat enk Gott! Aus is das Glas’n! Heint führ i enkere letzt’n Scherb’n. Kumm nix mehr z’ruck auf dera Straß’n, muaß in die Welt und hoam zan Sterb’n.“
Heute ist von der über 258 Jahre laufenden Glasproduktion fast nichts mehr zu sehen. Von den etwa 40 Häusern sind nur mehr eine Kapelle und vereinzelte Mauerreste übrig geblieben. In der Nähe des Baches finden sich noch vereinzelt Glassplitter und Schlackenreste. Einige Flur- und Hausnamen wie „Glaser“, „Pucher“, „Nageler“ (Nagelschmied), „Auf der Glashütt'n“ und „Modl“ sind noch im Kataster zu finden.

## Wissenschaftliche Bearbeitung
Das Gelände wurde 1971 durch Mitarbeiter des Bezirksheimatmuseums Spittal durch Grabungen und Vermessung erkundet. Im Herbst 2012 wurde der alte, vermutlich bis zur Schließung in Betrieb befindliche Hauptglasofen von Archäologen des Stadtmuseums Villach ausgegraben. Der Ofen wird befestigt, konserviert und ist mit einem schützenden Holzdach versehen. Exponate von Tscherniheimer Glaswaren werden auch im Gailtaler Heimatmuseum in Schloss Möderndorf ausgestellt.